# Бат-Эрдэнийн Батбаяр
Бат-Эрдэнийн Батбаяр (также известный под псевдонимом Баабар; род. Цэцэрлэг, Архангай, МНР, 1954) — монгольский публицист, переводчик, государственный деятель.

## Биография
В 1972 году окончил среднюю школу в Улан-Баторе, в 1972—1973 годах обучался в МонГУ. В 1973—1980 годах учился в краковском Ягеллонском университете, в 1981 году окончил МонГУ по специальности «биохимия». В 1987—1989 годах обучался в МГУ, в 1990 году — в Имперском колледже Лондона. В 1981—1991 годах был научным сотрудником Научно-производственного микробиологического центра.
В 1980-х годах Батбаяр начал писать об истории, обществе и государстве Монголии под псевдонимом «Баабар», а также сделал несколько переводов, которые в тот период тайно переписывались от руки и ходили в молодёжной среде. В 1991—1994 годах возглавлял Монгольскую социал-демократическую партию, в 1994—1996 годах был независимым публицистом, в 1996—2000 годах был депутатом ВГХ, в 1998—1999 годах работал министром финансов Монголии, в 2004—2005 годах — советником при премьер-министре, в 2006 году стал директором издательства «Непко».

## Произведения
- Монголчууд: Нүүдэл суудал (переведена на русский под названием «История Монголии: от мирового господства до советского сателлита», издана в 2010 году в Казани)[1]
- Зугаатай танин мэдэхүй (вместе с Б. Цэнддо)
- Баабар ингэж өгүүлэв
- Баабар мөн ингэж өгүүлэв
- Баабар бас ингэж өгүүлэв
- Дори идэр дүүдээ

## Награды
- Государственная премия Монголии (2009) — за книгу «История Монголии: от мирового господства до советского сателлита»[2]